# José Guadalupe Aguilera (södra Canatlán)
José Guadalupe Aguilera även La Granja, är en ort i kommunen Canatlán i delstaten Mexiko i Mexiko. Samhället hade 533 invånare vid folkräkningen 2020.
Orten är döpt efter geologen José Guadalupe Aguilera. På orten, längs med motorvägen Carretera Federal 45 finns internatskolan Escuela Normal Rural J. Guadalupe Aguilera.